# Німеччина на Чемпіонаті світу з водних видів спорту 2015
Німеччина взяла участь у Чемпіонаті світу з водних видів спорту 2015, який пройшов у Казані (Росія) від 24 липня до 9 серпня.

## Медалісти
| Медаль | Ім'я                                                         | Вид спорту                 | Дисципліна                           | Дата     |
| ------ | ------------------------------------------------------------ | -------------------------- | ------------------------------------ | -------- |
| 1      | Роб Муффельс Крістіан Райхерт Ізабелле Герле                 | Плавання на відкритій воді | командні змагання                    | 30 липня |
| 1      | Марко Кох                                                    | Плавання                   | 200 метрів брасом (чоловіки)         | 7 серпня |
| 2      | Роб Муффельс                                                 | Плавання на відкритій воді | 5 км (чоловіки)                      | 25 липня |
| 3      | Фіннія Вунрам                                                | Плавання на відкритій воді | 5 км (жінки)                         | 25 липня |
| 3      | Ангела Маурер                                                | Плавання на відкритій воді | 25 км (жінки)                        | 1 серпня |
| 3      | Пауль Бідерманн                                              | Плавання                   | 200 метрів вільним стилем (чоловіки) | 4 серпня |
| 3      | Ян-Філіп Гланія Гендрік Фельдвер Александра Венк Анніка Брун | Плавання                   | змішана естафета 4x100 м комплексом  | 5 серпня |

## Стрибки у воду
Німеччина надіслала на участь у чемпіонаті 14 стрибунів у воду.
Чоловіки
| Спортсмен                  | Дисципліна                   | Попередні змагання | Попередні змагання | Півфінали       | Півфінали       | Фінал           | Фінал           |
| Спортсмен                  | Дисципліна                   | Очки               | Місце              | Очки            | Місце           | Очки            | Місце           |
| -------------------------- | ---------------------------- | ------------------ | ------------------ | --------------- | --------------- | --------------- | --------------- |
| Тімо Бартель               | Трамплін, 1 метр             | 324.35             | 21                 | Н/Д             | Н/Д             | Завершив виступ | Завершив виступ |
| Олівер Гомут               | Трамплін, 1 метр             | 353.00             | 14                 | Н/Д             | Н/Д             | Завершив виступ | Завершив виступ |
| Патрік Гаусдінґ            | Трамплін, 3 метри            | 468.25             | 6 Q                | 472.80          | 8 Q             | 67.50           | 12              |
| Штефан Фек                 | Трамплін, 3 метри            | 418.30             | 19                 | Завершив виступ | Завершив виступ | Завершив виступ | Завершив виступ |
| Саша Кляйн                 | Вишка, 10 метрів             | 476.20             | 7 Q                | 487.05          | 7 Q             | 445.55          | 11              |
| Мартін Вольфрам            | Вишка, 10 метрів             | 487.90             | 6 Q                | 407.90          | 14              | Завершив виступ | Завершив виступ |
| Штефан Фек Патрік Гаусдінґ | Синхронний трамплін, 3 метри | 410.85             | 6 Q                | Н/Д             | Н/Д             | 406.80          | 6               |
| Патрік Гаусдінґ Саша Кляйн | Синхронна вишка, 10 метрів   | 421.92             | 4 Q                | Н/Д             | Н/Д             | 431.34          | 6               |

Жінки
| Спортсменка                  | Дисципліна                   | Попередні змагання | Попередні змагання | Півфінали        | Півфінали        | Фінал            | Фінал            |
| Спортсменка                  | Дисципліна                   | Очки               | Місце              | Очки             | Місце            | Очки             | Місце            |
| ---------------------------- | ---------------------------- | ------------------ | ------------------ | ---------------- | ---------------- | ---------------- | ---------------- |
| Луїза Ставчинскі             | Трамплін, 1 метр             | 212.95             | 28                 | Н/Д              | Н/Д              | Завершила виступ | Завершила виступ |
| Нора Субшінскі               | Трамплін, 1 метр             | 248.10             | 10 Q               | Н/Д              | Н/Д              | 265.25           | 7                |
| Тіна Пунцель                 | Трамплін, 3 метри            | 249.60             | 30                 | Завершила виступ | Завершила виступ | Завершила виступ | Завершила виступ |
| Нора Субшінскі               | Трамплін, 3 метри            | 282.45             | 18 Q               | 280.95           | 15               | Завершила виступ | Завершила виступ |
| Марія Курйо                  | Вишка, 10 метрів             | 295.00             | =24                | Завершила виступ | Завершила виступ | Завершила виступ | Завершила виступ |
| Елена Вассен                 | Вишка, 10 метрів             | 295.00             | =24                | Завершила виступ | Завершила виступ | Завершила виступ | Завершила виступ |
| Тіна Пунцель Нора Субшінскі  | Синхронний трамплін, 3 метри | 265.50             | 12 Q               | Н/Д              | Н/Д              | 278.40           | 11               |
| Тіна Пунцель Крістіна Вассен | Синхронна вишка, 10 метрів   | 278.70             | 10 Q               | Н/Д              | Н/Д              | 285.00           | 10               |

Змішаний
| Спортсмени                   | Дисципліна                   | Фінал  | Фінал |
| Спортсмени                   | Дисципліна                   | Очки   | Місце |
| ---------------------------- | ---------------------------- | ------ | ----- |
| Тімо Бартель Крістіна Вассен | Синхронний трамплін, 3 метри | 287.94 | 8     |
| Домінік Штайн Ми Пхан        | Синхронна вишка, 10 метрів   | 260.46 | 14    |
| Тіна Пунцель Мартін Вольфрам | Команда                      | 348.95 | 11    |

## Хай-дайвінг
Німеччина надіслала на участь у змаганнях з хай-дайвінгу одну спортсменку.
| Спортсменка | Дисципліна | Очки   | Місце |
| ----------- | ---------- | ------ | ----- |
| Анна Бадер  | жінки      | 194.00 | 7     |

## Плавання на відкритій воді
Німеччина надіслала на участь у змаганнях вісім плавців.
Чоловіки
| Спортсмен             | Дисципліна | Час       | Місце |
| --------------------- | ---------- | --------- | ----- |
| Роб Муффельс          | 5 км       | 55:17.6   | 2     |
| Крістіан Райхерт      | 10 км      | 1:50:46.4 | 18    |
| Александер Студзінскі | 25 км      | 4:59:11.9 | 9     |
| Андреас Вашбургер     | 10 км      | 1:50:41.4 | 16    |
| Андреас Вашбургер     | 25 км      | 5:00:19.2 | 11    |
| Флоріан Веллброк      | 5 км       | 55:20.6   | 5     |

Жінки
| Спортсменка    | Дисципліна | Час       | Місце |
| -------------- | ---------- | --------- | ----- |
| Ізабелле Герле | 10 км      | 1:58:30.0 | 7     |
| Ангела Маурер  | 10 км      | 1:59:35.5 | 23    |
| Ангела Маурер  | 25 км      | 5:15:07.6 | 3     |
| Фіннія Вунрам  | 5 км       | 58:51.0   | 3     |
| Фіннія Вунрам  | 25 км      | 5:19:02.5 | 5     |

Командна першість
| Спортсмени                                   | Дисципліна | Час     | Місце |
| -------------------------------------------- | ---------- | ------- | ----- |
| Ізабелле Герле Роб Муффельс Крістіан Райхерт | Команда    | 55:14.4 | 1     |

## Плавання
Німецькі плавці виконали кваліфікаційні нормативи в дисциплінах, які наведено в таблиці (не більш як 2 плавці на одну дисципліну за часом нормативу A, і не більш як 1 плавець на одну дисципліну за часом нормативу B): Плавці повинні були кваліфікуватися на Чемпіонаті Німеччини з плавання 2015 і Відкритому чемпіонаті Німеччини 2015 (для змагання у басейні), щоб підтвердити своє потрапляння на чемпіонат світу.
Загалом німецька команда складалая з тридцять одного плавці, серед яких володар світового рекорду у вільному стилі Пауль Бідерманн і срібний медаліст Чемпіонату світу 2013 в плавання брасом Марко Кох.
Чоловіки
| Спортсмен                                                                         | Дисципліна                           | Попередній заплив | Попередній заплив | Півфінал        | Півфінал        | Фінал            | Фінал            |
| Спортсмен                                                                         | Дисципліна                           | Час               | Місце             | Час             | Місце           | Час              | Місце            |
| --------------------------------------------------------------------------------- | ------------------------------------ | ----------------- | ----------------- | --------------- | --------------- | ---------------- | ---------------- |
| Пауль Бідерманн                                                                   | 100 м вільним стилем                 | DNS               | DNS               | Завершив виступ | Завершив виступ | Завершив виступ  | Завершив виступ  |
| Пауль Бідерманн                                                                   | 200 м вільним стилем                 | 1:46.20           | 3 Q               | 1:46.20         | 6 Q             | 1:45.38          | 3                |
| Штеффен Дайблер                                                                   | 100 м батерфляєм                     | 51.90             | =10 Q             | 52.07           | 11              | Завершив виступ  | Завершив виступ  |
| Крістіан Дінер                                                                    | 100 м на спині                       | 54.75             | 24                | Завершив виступ | Завершив виступ | Завершив виступ  | Завершив виступ  |
| Крістіан Дінер                                                                    | 200 м на спині                       | 1:57.42           | 7 Q               | 1:57.17         | 9               | Завершив виступ  | Завершив виступ  |
| Гендрік Фельдвер                                                                  | 50 м брасом                          | 27.41             | 9 Q               | 27.31           | 10              | Завершив виступ  | Завершив виступ  |
| Гендрік Фельдвер                                                                  | 100 м брасом                         | 59.67             | 6 Q               | 59.63           | 6 Q             | 1:00.16          | 8                |
| Ян-Філіп Гланія                                                                   | 100 м на спині                       | 53.78             | 10 Q              | 53.78           | 13              | Завершив виступ  | Завершив виступ  |
| Якоб Хайдтманн                                                                    | 400 м комплексом                     | 4:13.62           | 6 Q               | Н/Д             | Н/Д             | 4:12.08          | 5                |
| Марко Кох                                                                         | 200 м брасом                         | 2:09.12           | 1 Q               | 2:08.34         | 2 Q             | 2:07.76          | 1                |
| Александер Кунерт                                                                 | 200 м батерфляєм                     | 1:57.28           | 16 Q              | 1:57.29         | 14              | Завершив виступ  | Завершив виступ  |
| Зерен Майсснер                                                                    | 800 м вільним стилем                 | 7:57.93           | 22                | Н/Д             | Н/Д             | Завершив виступ  | Завершив виступ  |
| Зерен Майсснер                                                                    | 1500 м вільним стилем                | 15:30.02          | 29                | Н/Д             | Н/Д             | Завершив виступ  | Завершив виступ  |
| Клеменс Рапп                                                                      | 200 м вільним стилем                 | 1:48.20           | 21                | Завершив виступ | Завершив виступ | Завершив виступ  | Завершив виступ  |
| Клеменс Рапп                                                                      | 400 м вільним стилем                 | 3:47.19           | 8 Q               | Н/Д             | Н/Д             | 3:48.52          | 7                |
| Карл Шварц                                                                        | 50 м на спині                        | 25.12             | 9 Q               | 25.20           | 15              | Завершив виступ  | Завершив виступ  |
| Рувен Штрауб                                                                      | 1500 м вільним стилем                | 15:04.80          | 14                | Н/Д             | Н/Д             | Завершив виступ  | Завершив виступ  |
| Флоріан Фогель                                                                    | 400 м вільним стилем                 | 3:47.34           | 9                 | Н/Д             | Н/Д             | Завершив виступ  | Завершив виступ  |
| Флоріан Фогель                                                                    | 800 м вільним стилем                 | 7:53.61           | 15                | Н/Д             | Н/Д             | Завершив виступ  | Завершив виступ  |
| Крістіан фон Лем                                                                  | 100 м брасом                         | 1:00.01           | 12 Q              | 59.88           | 10              | Завершив виступ  | Завершив виступ  |
| Крістіан фон Лем                                                                  | 200 м брасом                         | 2:10.71           | 14 Q              | 2:11.26         | 16              | Завершив виступ  | Завершив виступ  |
| Кевін Ведель                                                                      | 200 м комплексом                     | DNS               | DNS               | Завершив виступ | Завершив виступ | Завершив виступ  | Завершив виступ  |
| Кевін Ведель                                                                      | 400 м комплексом                     | 4:17.42           | 15                | Н/Д             | Н/Д             | Завершив виступ  | Завершив виступ  |
| Maximilian Oswald Штеффен Дайблер Марко ді Карлі Пауль Бідерманн                  | естафета 4x100 метрів вільним стилем | 3:16.01           | =11               | Н/Д             | Н/Д             | Завершили виступ | Завершили виступ |
| Якоб Хайдтманн Клеменс Рапп Крістоф Фільдербрандт Пауль Бідерманн Флоріан Фогель* | естафета 4x200 метрів вільним стилем | 7:09.34           | 4 Q               | Н/Д             | Н/Д             | 7:09.01          | 5                |
| Пауль Бідерманн Штеффен Дайблер Ян-Філіп Гланія Крістіан фон Лем                  | естафета 4x100 метрів комплексом     | 3:32.94           | 5 Q               | Н/Д             | Н/Д             | 3:32.16          | 7                |

Жінки
| Спортсменка                                                           | Дисципліна                           | Попередній заплив | Попередній заплив | Півфінал         | Півфінал         | Фінал            | Фінал            |
| Спортсменка                                                           | Дисципліна                           | Час               | Місце             | Час              | Місце            | Час              | Місце            |
| --------------------------------------------------------------------- | ------------------------------------ | ----------------- | ----------------- | ---------------- | ---------------- | ---------------- | ---------------- |
| Леоні Бек                                                             | 800 м вільним стилем                 | 8:28.39           | 9                 | Н/Д              | Н/Д              | Завершила виступ | Завершила виступ |
| Леоні Бек                                                             | 1500 м вільним стилем                | 16:13.73          | 9                 | Н/Д              | Н/Д              | Завершила виступ | Завершила виступ |
| Доротеа Брандт                                                        | 50 м вільним стилем                  | 24.71             | 6 Q               | 24.75            | 10               | Завершила виступ | Завершила виступ |
| Анніка Брун                                                           | 100 м вільним стилем                 | 55.75             | 33                | Завершила виступ | Завершила виступ | Завершила виступ | Завершила виступ |
| Йоганна Фрідріх                                                       | 200 м вільним стилем                 | DNS               | DNS               | Завершила виступ | Завершила виступ | Завершила виступ | Завершила виступ |
| Йоганна Фрідріх                                                       | 400 м вільним стилем                 | 4:12.09           | 19                | Н/Д              | Н/Д              | Завершила виступ | Завершила виступ |
| Ліза Граф                                                             | 100 м на спині                       | 1:00.71           | 19                | Завершила виступ | Завершила виступ | Завершила виступ | Завершила виступ |
| Ліза Граф                                                             | 200 м на спині                       | 2:09.68           | 9 Q               | 2:09.40          | 9                | Завершила виступ | Завершила виступ |
| Ванесса Грінберг                                                      | 100 м брасом                         | 1:08.04           | 23                | Завершила виступ | Завершила виступ | Завершила виступ | Завершила виступ |
| Ванесса Грінберг                                                      | 200 м брасом                         | 2:25.74           | 14 Q              | 2:25.36          | 14               | Завершила виступ | Завершила виступ |
| Ізабелле Герле                                                        | 1500 м вільним стилем                | 16:25.04          | 12                | Н/Д              | Н/Д              | Завершила виступ | Завершила виступ |
| Франциска Хентке                                                      | 200 м батерфляєм                     | 2:08.31           | 7 Q               | 2:06.64          | 2 Q              | 2:06.78          | =4               |
| Франциска Хентке                                                      | 400 м комплексом                     | 4:43.51           | 17                | Н/Д              | Н/Д              | Завершила виступ | Завершила виступ |
| Сара Келер                                                            | 400 м вільним стилем                 | 4:09.21           | 12                | Н/Д              | Н/Д              | Завершила виступ | Завершила виступ |
| Сара Келер                                                            | 800 м вільним стилем                 | 8:26.16           | 7 Q               | Н/Д              | Н/Д              | 8:23.67          | 7                |
| Дженні Менсінг                                                        | 100 м на спині                       | 1:00.97           | 21                | Завершила виступ | Завершила виступ | Завершила виступ | Завершила виступ |
| Дженні Менсінг                                                        | 200 м на спині                       | 2:09.43           | 6 Q               | 2:09.16          | 8 Q              | 2:08.49          | 5                |
| Тереза Міхалак                                                        | 200 м комплексом                     | 2:17.12           | 30                | Завершила виступ | Завершила виступ | Завершила виступ | Завершила виступ |
| Александра Венк                                                       | 100 м батерфляєм                     | 58.05             | 6 Q               | 57.77            | 7 Q              | 58.22            | 8                |
| Анніка Брун Доротеа Брандт Александра Венк Марлена Гютер              | естафета 4x100 метрів вільним стилем | 3:41.56           | 13                | Н/Д              | Н/Д              | Завершили виступ | Завершили виступ |
| Александра Венк Анніка Брун Марлена Гютер Йоганна Фрідріх             | естафета 4x200 метрів вільним стилем | 8:01.48           | 12                | Н/Д              | Н/Д              | Завершили виступ | Завершили виступ |
| Анніка Брун Ліза Граф Ванесса Грінберг Дженні Менсінг Александра Венк | естафета 4x100 метрів комплексом     | 4:01.40           | 11                | Н/Д              | Н/Д              | Завершили виступ | Завершили виступ |

Змішаний
| Спортсмени                                                         | Дисципліна                           | Попередній заплив | Попередній заплив | Фінал            | Фінал            |
| Спортсмени                                                         | Дисципліна                           | Час               | Місце             | Час              | Місце            |
| ------------------------------------------------------------------ | ------------------------------------ | ----------------- | ----------------- | ---------------- | ---------------- |
| Крістоф Фільдербрандт Марко ді Карлі Александра Венк Марлена Гютер | естафета 4x100 метрів вільним стилем | 3:28.99           | 11                | Завершили виступ | Завершили виступ |
| Ян-Філіп Гланія Гендрік Фельдвер Александра Венк Анніка Брун       | естафета 4x100 метрів комплексом     | 3:45.39           | 3 Q               | 3:44.13 NR       | 3                |

## Синхронне плавання
Німеччина надіслала на участь 1 спортсменку.
| Спортсменка | Дисципліна              | Попередні змагання | Попередні змагання | Фінал            | Фінал            |
| Спортсменка | Дисципліна              | Очки               | Місце              | Очки             | Місце            |
| ----------- | ----------------------- | ------------------ | ------------------ | ---------------- | ---------------- |
| Марлен Боєр | соло, довільна програма | 77.0667            | 17                 | Завершила виступ | Завершила виступ |
| Марлен Боєр | соло, технічна програма | 76.2452            | 18                 | Завершила виступ | Завершила виступ |